# یارو (زاوخان)
یارو (به لاتین: Yaruu) یک منطقهٔ مسکونی در مغولستان است که در استان زوخان واقع شده‌است.